# 全麦面包
全麦面包是指用全麥麵粉制作的面包:E-2，颜色一般呈现棕色。

## 描述
全麦面包中含有较丰富的维生素B、维生素E，以及纤维素等营养素，营养密度相较白面包高。因白面包中维生素B含量较全麦面包中低，美国等国家会要求在白面包中添加叶酸，以补强白面包的营养、降低脊柱裂的发病率。
相比白面包，全麦面包的口感一般较差。一般意义上的全麦面包是由全麦面粉制作，但市面上也有销售白面粉掺杂麸皮制作的假全麦面包。这种白面粉掺杂麸皮制作的全麦面包有时也会加入焦糖色色素使其颜色与真正的全麦面包接近。